# Hialosis asteroidea

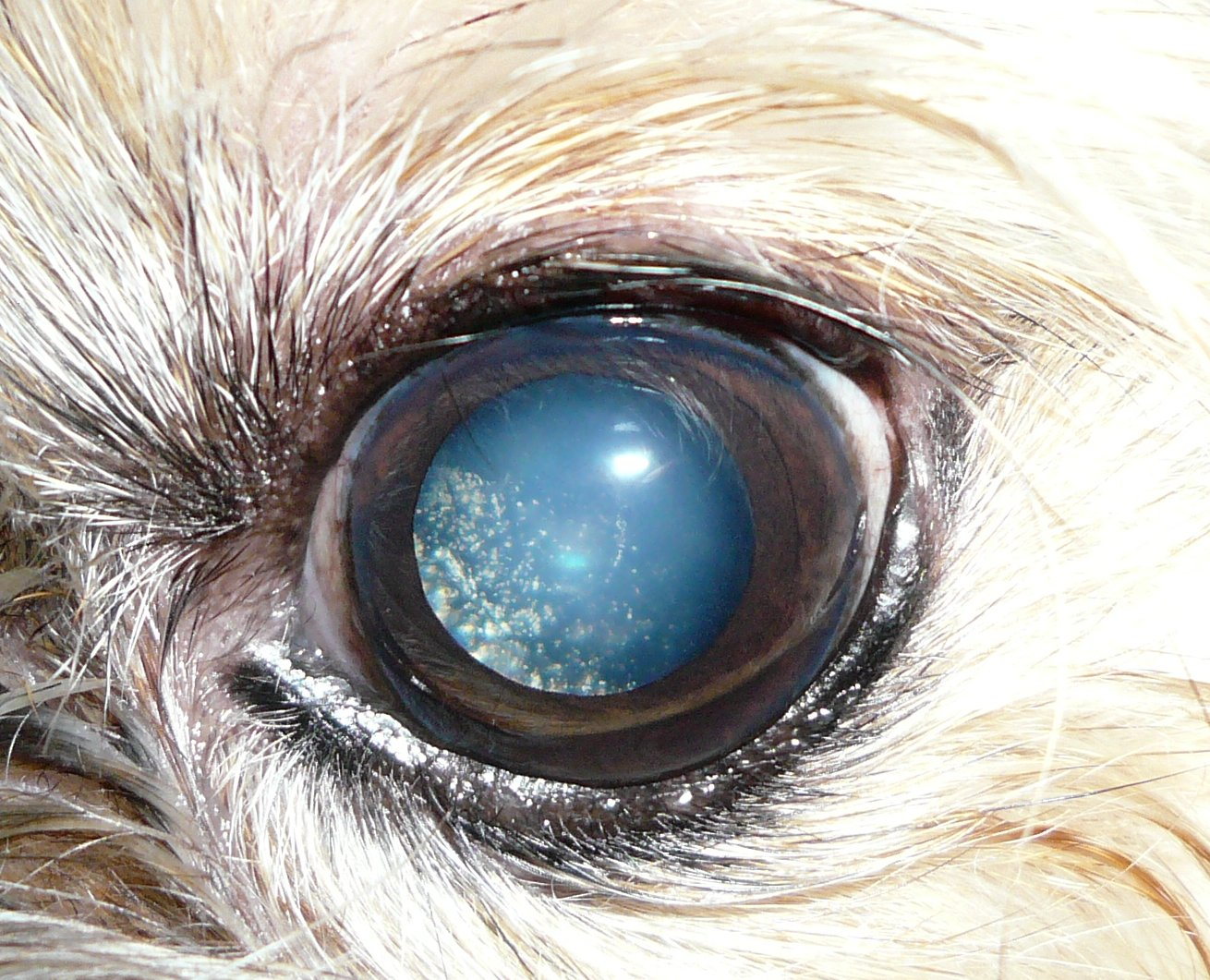
Hialosis asteroidea en un Yorkshire Terrier.

La hialosis asteroidea es un proceso degenerativo ocular que consiste en la formación de pequeñas opacidades blanco amarillentas en el humor vítreo. Se trata de un fenómeno totalmente benigno que no suele tener repercusiones sobre la visión, detectándose por lo general de forma fortuita durante una exploración oftalmológica.
Está documentado que la hialosis asteroidea, puede afectar no solamente a humanos, sino también a otros animales, como perros y chinchillas.
Durante la exploración del ojo, estas opacidades reflejan la luz, por lo que dan la apariencia de estrellas o asteroides brillando en el cielo nocturno, de esta circunstancia proviene la palabra asteroidea.
Deben distinguirse de otras opacidades del humor vítreo como las miodesopsias, también conocidas como moscas volantes y la sínquisis centelleante.
La causa de la hialosis asteroidea es desconocida, aunque se ha propuesto su asociación con ciertas enfermedades, como la diabetes mellitus, la hipertensión y la hipercolesterolemia. Esta relación no está probada. La composición de estos cuerpos es hidroxiapatita, en definitiva calcio y fosfatos o fosfolípidos. 
Aunque la hialosis asteroidea no suele comprometer de forma importante la agudeza visual, si puede interferir de forma significativa la exploración ocular, dificultando la visión del fondo de ojo.
Generalmente no precisa tratamiento, aunque en ocasiones puede ser necesario realizar una intervención quirúrgica denominada vitrectomía.